# 格雷厄姆計畫
格雷厄姆計畫（英語：Project Graham，又稱格雷厄姆）是一個雕塑作品，描述如果人類進化到可以在車禍中生存的話會是什麼樣子。作為澳大利亞交通事故委員會（TAC）道路安全活動的一部分，它旨在象徵人類身體在此類事故中的脆弱性。

## 歷史
2016年，TAC委託墨爾本的藝術家派翠西亞·匹斯尼尼、創傷外科醫生克里斯蒂安·肯菲爾德（Christian Kenfield）以及莫納什大學事故研究中心的碰撞調查專家大衛·羅根（David Logan）博士合作，為他們的公共安全活動「邁向零」製作了一個栩栩如生的雕塑。
匹斯尼尼和公司在最初委託後的6個月內創造出格雷厄姆，在該計畫上花費大約14.9萬美元（20萬澳元）。
該雕塑在維多利亞州立圖書館展出，直到2016年8月8日，當時它被帶到整個州內巡迴展出。該巡迴展於2018年2月結束。
2017年，格雷厄姆獲得英國設計博物館比斯利設計獎的提名。